# Gare de Prin-Deyrançon
Gare de Prin-Deyrançon vasútállomás Franciaországban, Prin-Deyrançon településen.

## Vasútvonalak
Az állomást az alábbi vasútvonalak érintik:
- Saint-Benoît-La Rochelle-Ville-vasútvonal

## Kapcsolódó állomások
A vasútállomáshoz az alábbi állomások vannak a legközelebb:
- Gare de Niort
- Gare de Mauzé